# Гавелл Гефлін
Гавелл Томас Гефлін (англ. Howell Thomas Heflin; нар. 19 червня 1921, Полан, Джорджія — пом. 29 березня 2005, Шеффілд, Алабама) — американський юрист і політик. Він представляв штат Алабама у Сенаті США з 1979 до 1997 року.

## Життєпис
1942 року він закінчив Південний коледж Бірмінгема. Гефлін брав участь у Другій світовій війні у лавах Корпусу морської піхоти США, був нагороджений Срібною Зіркою за доблесть у бою і двома пурпуровими серцями.
1948 року він закінчив Школу права Університету Алабами. Потім він викладав в Університеті Алабами, Університеті Північної Алабами та Коледжі Вільяма і Мері.
Після закінчення кар'єри як професора права, він працював головним суддею Верховного суду штату Алабама з 1971 до 1977.
Гефлін був племінником сенатора Джеймса Томаса Гефліна.